# 空運関連の業界団体の一覧
日本の空運関連の業界団体の一覧（くうゆかんれんのぎょうかいだんたいのいちらん）を示す。
空運事業者の親睦などを目的とする団体、技術向上などを行う団体など、多岐にわたる。

## 国際
- 国際航空運送協会 (IATA)
- 国際民間航空機関 (ICAO)

## 日本
- 全日本航空事業連合会
- 定期航空協会
- 全国地域航空システム推進協議会
- 日本乗員組合連絡会議
- 日本ビジネス航空協会
- 日本女性航空協会
- 航空貨物運送協会(JAFA)
- 日本航空技術協会
- 在日航空会社代表者協議会(BOAR)
- 地域航空サービスアライアンス

## 職能団体
- 日本航空機操縦士協会